# Front de gauche (Russie)
Pour les articles homonymes, voir Front de gauche et FDG (homonymie).

Drapeau du Front de gauche.

Le Front de gauche ou FDG (en russe Левый фронт, Levy front) est une coalition de mouvements et partis politiques russes d'extrême gauche créée le 18 octobre 2008. Elle est présidée par Sergueï Oudaltsov, prisonnier d'opinion reconnu par Amnesty International, et principalement entre 2013 et 2017. Cette organisation est connue pour être très critique envers Vladimir Poutine.

## Histoire

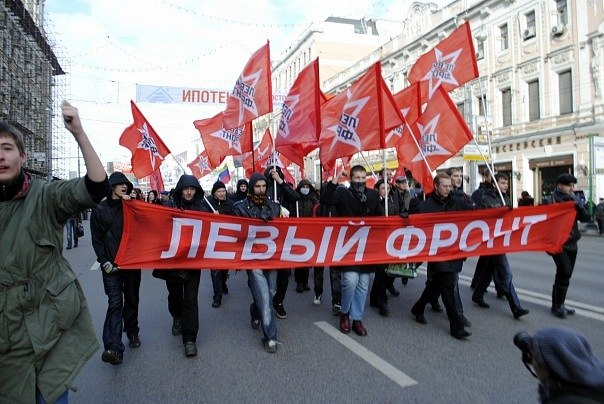
Manifestation du Front de gauche le 7 novembre 2010.

Le premier congrès constituant du Front de gauche s'est tenu le 18 octobre 2008 à Moscou. La principale orientation de travail après le Congrès a été l'utilisation des mouvements sociaux, des syndicats et des collectifs de travailleurs. L'objectif secondaire des militants a été appelé « propagande d'action », dans laquelle l'utilisation des idées et des revendications des militants de gauche est censée être portée à la société sous la forme d'une action directe, tentant ainsi de surmonter les difficultés d'accès aux médias. En outre, le Front de gauche était l'organisateur des camps d'été annuels pour les jeunes, des écoles, des militants politiques, des conférences, des groupes d'étude pour l'étude de la pensée et de la pratique socialistes, des ciné-clubs, des concerts et d'autres activités,,,.
Au total, sur un an et demi (été 2008-automne 2009), il y a eu plus de 40 comités régionaux, établis dans les domaines des bureaux du Front à travers le pays,,,,.
Fin octobre 2012, un militant du Front de gauche, Léonid Razvozjaev, assistant du député d’opposition Ilia Ponomarev, est enlevé à Kiev, séquestré, torturé et interrogé pendant deux jours. Ses ravisseurs avaient pour but de lui extorquer des aveux sur sa supposée implication dans un complot pour préparer des troubles à l'ordre public le 6 mai 2012 à la veille de l'intronisation de Vladimir Poutine après sa réélection. Léonid Razvozjaev est finalement relâché après 48 heures. Ces fits s'inscrivent dans un contexte de répression généralisée de l'opposition en Russie après la réélection de Poutine en 2012.
Le parti cesse pratiquement toute activité en 2016 (fermeture du site officiel leftfront.ru, inaction sur les réseaux sociaux, etc.). Pour l'élection présidentielle russe de 2018, le parti apporte son soutien au candidat du Parti communiste de la fédération de Russie Pavel Groudinine.
En 2022, le soutien à l'Invasion de l'Ukraine par le Front de gauche et Sergueï Oudaltsov voit le départ d'une minorité, parmi laquelle le cofondateur du FDG Alexey Sakhnine.

## Actions
Le Front de gauche organise une variété d'actions, de rassemblements et de marches autorisés et non-autorisées. Les plus célèbres des manifestations sont faites sous le titre Jour de colère, qui sont organisées par l'organisation à Moscou et dans d'autres régions du pays. De plus, le Front de gauche, avec ses alliés, malgré une interdiction gouvernementale, mène des actions sous le nom d'« anticapitalisme », qui vise, selon les organisateurs, à montrer la présence publique de forces politiques d'orientation anticapitaliste.

## Structuration
Le plus haut organe directeur du Front de gauche est le Congrès. Le Conseil du Front de gauche assure la direction actuelle du mouvement et le Comité exécutif est un organe de travail opérationnel de l'organisation.